# Torre di Castiglione
La Torre di Castiglione è un'antica torre medievale situata nel territorio del comune di Candia Canavese presso Ivrea in Piemonte.

## Storia
La torre è tutto ciò che resta del Castello di Castiglione, eretto nell'XI secolo e scomparso assieme all'omonimo borgo verso la fine del XVI secolo.
La torre, che appartiene attualmente alla famiglia Pachiè, è stata oggetto di alcuni lavori di restauro agli inizi degli anni 1970.

## Descrizione
La torre si erge solitaria nei boschi che ricoprono la collina di Santo Stefano, in posizione dominante sul borgo di Candia Canavese. La parte inferiore della struttura è realizzata in pietra mentre quella superiore in mattoni. L'accesso alla torre è consentito da una porta che si trova a parecchi metri dal suolo.